# 9П122
9П122 — советская боевая машина из состава самоходного противотанкового комплекса 9К14М «Малютка-М». Создана на базе бронированной разведывательно-дозорной машины БРДМ-2.

## История создания
Разработана в 1968 году в коломенском КБМ специально для модернизированного комплекса 9К14М «Малютка-М». Причиной создания стали работы по модернизации противотанковой управляемой ракеты 9М14 «Малютка». Новая ракета оснащалась более мощной боевой частью. Специально для неё была спроектирована новая боевая машина 9П122.

## Серийное производство
Серийное производство машины 9П133 было организовано на Саратовском агрегатном заводе. Производство велось с 1969 по 1971 годы. За время производства было выпущено 580 боевых машин, из которых 70 были поставлены за рубеж в страны-участницы Варшавского договора.

## Описание конструкции
Основным назначением боевой машины 9П122 является борьба с бронированными целями на дальностях от 500 до 3000 метров. Основными элементами машины являются пусковая установка и подъёмно-поворотный механизм. На пусковой установке размещается 6 ПТУР.

### Вооружение
Основным вооружением машины являются противотанковые ракеты 9М14М «Малютка-М». Ракеты размещены на пусковой установке. 9П122 способна осуществлять запуски ракет со скоростью 2 выстрела в минуту. Время приведения в боевое положение — 20 секунд. Возимый боекомплект составляет 14 ракет. Каждая ракета обладает бронепробиваемость в 460 мм. Позднее, в 1971 году была разработана более совершенная ПТУР 9М14П «Малютка-П», её использование также было возможно на боевой машине 9П122, однако только в режиме ручного управления.
Дополнительно в машине имеется ручной противотанковый гранатомёт РПГ-7 для борьбы с бронированными целями на дистанциях меньше 500 метров с боекомплектом в 5 гранат ПГ-7. Кроме того в комплектацию машины входит автомат АКМ и сигнальный пистолет с комплектом из 21 выстрела.

### Средства наблюдения и связи
Наблюдение за местностью, выбор и наведение на цель осуществляются через оптический монокулярный визир 9Ш16 с перископичностью 250 мм. Визир обеспечивает поле зрения в 11°30' и обладает восьмикратным увеличением. Кроме того имеется монокулярное визирное устройство 9Ш115А с восьмикратным увеличением, обеспечивающее поле зрения в горизонтальной плоскости в зоне ±14-20 д.у. и в вертикальной плоскости в зоне от -01-55 до 03-45 д.у..

### Ходовая часть
Все блоки и аппаратура машины 9П122 размещены на шасси ГАЗ-41-02, являющимся модификацией бронированной разведывательно-дозорной машины БРДМ-2.

## Операторы
- Босния и Герцеговина — 8 единиц 9П122 на вооружении по состоянию на 2024 год[4]
- Ливия — некоторое количество 9П122, по состоянию на 2012 год[5]
- Румыния — 12 единиц 9П122 на вооружении по состоянию на 2024 год[6]
- СССР
- Туркменистан — 8 единиц 9П122, по состоянию на 2016 год[7]

## Сохранившиеся экземпляры
- Россия — Военно-исторический музей артиллерии, инженерных войск и войск связи в Санкт-Петербурге
- Израиль:
  - Музей Батей а-Осеф в Тель-Авиве
  - Музей Яд ле-Ширьон в Латруне